# Vesicularia cruegeri
Vesicularia cruegeri är en bladmossart som beskrevs av C. Müller 1898. Vesicularia cruegeri ingår i släktet Vesicularia och familjen Hypnaceae. Inga underarter finns listade i Catalogue of Life.